# Gens Bebia
La gens Bebia (en latín, gens Baebia) fue una familia plebeya en la Antigua Roma. El primer miembro de la gens que obtuvo el consulado fue Cneo Bebio Tánfilo, en 182 a. C. Durante la República más tardía, los Bebios estuvieron frecuentemente conectados con la familia patricia de los Emilios.

## Praenomina
Los Bebios utilizaron los praenomina Quinto, Cneo-Gneo, Marco, Lucio, Cayo-Gayo y Aulo.

## Ramas ycognomina
Los cognomina de los Bebios fueron Dives, Herennio, Sulca y Tánfilo. El último es el único apellido que aparece en monedas, donde está escrito «Tampilus». Todos los cónsules y la mayoría de los pretores de esta gens durante la República pertenecieron a esta rama de la familia.
Una de las ramas de la familia se asentó en fecha temprana en la provincia Hispania Citerior, formando parte del municipium saguntum (Sagunto, Valencia, España), destacando el senador del siglo I Lucio Bebio Avito.